# Henry Thomas (boxejador)
Albert Henry "Harry" Thomas (Birmingham, West Midlands, 1 de juliol de 1888 - Nova York, 13 de gener de 1963) va ser un boxejador anglès que va competir a primers del segle xx.
El 1908 va prendre part en els Jocs Olímpics de Londres, on guanyà la medalla d'or de la categoria del pes gall, en imposar-se a la final a John Condon.
El 1909 es traslladà als Estats Units, on va viure fins a la seva mort, amb excepció d'uns viatges a Austràlia i una visita a Anglaterra el 1947. El 1916 es retirà de la boxa. Durant la Primera Guerra Mundial va servir a la Marina dels Estats Units d'Amèrica i adquirí la nacionalitat estatunidenca.